# Alberico da Barbiano (incrociatore)
L'Alberico da Barbiano fu un incrociatore leggero della classe Alberto di Giussano della Regia Marina, battezzato in onore del cavaliere e capitano di ventura del XV secolo Alberico da Barbiano.

## Storia
Entrato in servizio all'inizio degli anni trenta effettuò missioni nel Mediterraneo occidentale, durante la guerra civile spagnola.  Il 10 giugno 1940 insieme al 1º Squadrone fece parte della IV Divisione Incrociatori e partecipò in luglio alla battaglia di Punta Stilo, durante la quale catapultò un idrovolante IMAM Ro.43 per la ricognizione.
Agì come copertura a distanza per convogli truppe e rifornimenti diretti in nord Africa. Compì 7 missioni di guerra percorrendo 13.241 miglia.
Il 12 dicembre 1941 lasciò il porto insieme alla nave gemella Alberto di Giussano per trasportare rifornimenti urgenti di carburante per aerei da Palermo a Tripoli. Venne intercettato al largo di Capo Bon dalla 4th Destroyer Flotilla della Royal Navy, ossia quattro cacciatorpediniere nemici (i britannici Sikh, Legion e Maori e l'olandese Hr. Ms. Isaac Sweers); prima di avere il tempo di reagire (solo poche mitragliere poterono aprire il fuoco), la nave, centrata da almeno tre siluri lanciati dal Sikh, dal Legion e dal Maori, e da varie cannonate, s'incendiò all'istante, senza scampo per chi si trovava sottocoperta.
Fuori controllo, il Da Barbiano andò alla deriva scosso da varie esplosioni, e affondò, capovolgendosi, alle 3.35 del 13 dicembre, a meno di dieci minuti dall'inizio dell'attacco. Su 784 uomini dell'equipaggio i morti furono 534, fra di loro l'ammiraglio Antonino Toscano, comandante della IV Divisione, ed il capitano di vascello Giorgio Rodocanacchi, comandante della nave. Entrambi scomparvero volontariamente con l'unità e furono decorati con Medaglia d'Oro al Valor Militare alla memoria. Con loro ricevette la Medaglia d'Oro alla memoria l'ufficiale di macchina tenente Franco Storelli.

### Comandanti nel periodo bellico
- Capitano di vascello Mario Azzi dal 6 maggio 1940 al 1º maggio 1941;

- Capitano di vascello Giorgio Rodocanacchi (+) dal 2 maggio al 13 dicembre 1941.

## Relitto
Il relitto dell'incrociatore è stato ritrovato grazie alla spedizione "Altair", sponsorizzata da Cressi, nel 2007. Giace a un miglio circa dalla costa di Capo Bon, a una profondità compresa tra i 60 ed i 70 metri.